# Etambutol/isoniazida/rifampicina
Etambutol/isoniazida/rifampicina es un medicamento que se usa para tratar la tuberculosis.  Es una combinación en dosis fija de etambutol, isoniazida y rifampicina.  Se usa junto con otros medicamentos antituberculosos.  Se administra vía oral.  Los efectos secundarios son los de los medicamentos subyacentes.  El uso puede no ser adecuado en niños. 
Está en la Lista de medicamentos esenciales de la Organización Mundial de la Salud, los medicamentos más efectivos y seguros que se necesitan en un sistema de salud.  El costo mayorista en el mundo en desarrollo es de aproximadamente US$6,74 a 16,13 al mes.